# Saint-Julien-l'Ars
Saint-Julien-l'Ars é uma comuna francesa na região administrativa da Nova Aquitânia, no departamento de Vienne. Estende-se por uma área de 18,46 km². Em 2010 a comuna tinha 2 769 habitantes (densidade: 150 hab./km²).